# Dota (tổng)
Dota là một tổng ở tỉnh San José thuộc Costa Rica. Tổng này có diện tích 400,22 km², và dân số là 6.940 người. Thủ phủ của tổng này là Santa María.
Ranh giới phía nam và đông nam là sông Savegre, sông Naranjo nằm ở phía tây còn Cordillera de Talamanca nằm ở phía bắc và đông bắc.
Tổng được lập ngày 23 tháng 7 năm 1925.
Tổng Dota được chia thành 3 huyện.
1. Santa María
2. Jardín
3. Copey